# Réunion publique
 (février 2013).
Si vous disposez d'ouvrages ou d'articles de référence ou si vous connaissez des sites web de qualité traitant du thème abordé ici, merci de compléter l'article en donnant les références utiles à sa vérifiabilité et en les liant à la section « Notes et références ».
La réunion publique est une démarche participative intervenant dans le cadre d'une concertation publique. 
Elle rassemble deux types d'acteurs : les décideurs publics, instigateurs du projet concerté et les citoyens que celui-ci touche directement dans leur vie quotidienne. 
Les réunions publiques donnent aux citoyens la possibilité de s'exprimer devant les décideurs publics qui peuvent ainsi compléter leurs informations et intégrer les demandes qui s'expriment. Elles sont la marque et l'élément central d'une concertation publique et sont notamment utilisées lors de débats publics et d'enquêtes publiques. Sans elles, il est difficile d'annoncer qu'une concertation a été engagée. 
Elles sont de plus en plus utilisées pour légitimer l'élaboration de projets d'aménagements urbains de grande ou de moyenne ampleur, liés notamment aux transports, au développement durable, aux énergies renouvelables ou à toute création ou action de rénovation urbaine. 
Les réunions publiques peuvent également être organisées dans le cadre de concertations concernant la mise en œuvre de réformes politiques locales et nationales. 
Elles sont aujourd'hui nécessaires dans la conduite de tout projet qui pourrait interférer avec la vie citoyenne. D'origine locale, elles ont su se développer à des échelles plus importantes et encore grandissantes pour atteindre les enjeux nationaux voire transnationaux. 

## Les acteurs de la réunion publique
La réunion publique implique des parties prenantes.

### Les décideurs
Les décideurs sont les personnes physiques ou morales ayant un intérêt commun à une question ou un projet. Elles choisissent de créer un processus de concertation et acceptent d’être impliqué ainsi que d'écouter et de prendre en considération les doléances des publics concernés. Parmi ces décideurs, on retrouve pêle-mêle les élus, les collectivités territoriales, les institutions publiques ainsi que tous les autres acteurs économiques et associatifs susceptibles de financer et d'assurer la maîtrise d'ouvrage d'un projet. 

### Les publics
Les publics représentent les autres parties prenantes d’un projet de concertation, au même titre que les institutions du territoire, les collectivités territoriales. 
Par « publics », il faut entendre l’ensemble des habitants, usagers, allocataires, citoyens, salariés, riverains, c’est-à-dire toute personne qui vit, habite, travaille, voire qui se déplace, se cultive et fréquente les équipements du territoire en question.

## Les enjeux de la réunion publique
La réunion publique vise à présenter le projet et permet à chacun de s'informer, de se documenter et d'obtenir des réponses aux interrogations qu'il suscite. Selon Grégoire Milot, président d’État d’Esprit, l'expérience montre que les réunions publiques permettent également « d'améliorer et de légitimer le projet » en répondant en amont aux critiques formulées par les opposants et en montrant que le projet final n'est pas déjà décidé .

## Les modalités d'organisation d'une réunion publique
Les modalités d'organisation des réunions publiques sont primordiales et influencent grandement leur réussite. Elles doivent prendre en compte à chaque fois, un contexte particulier, un public spécifique, les enjeux liés au projet etc. 
Le choix de la date et de l'heure est important et n'est pas si simple. Il faut concevoir un calendrier de la concertation en incluant une phase d'annonce, de présentation, d'échanges, de participation, d'analyse et de prise de décision. Les réunions publiques doivent s'intégrer dans ce calendrier. 
L'heure et le lieu font partie des questions préalables à l'organisation de la rencontre. Il n'y a pas de règles a priori. Le créneau 18 h 30-20 h 30 est généralement le plus adapté car il permet à tous de s'y rendre et laisse dans le même temps, la soirée libre aux participants. 
Quelques principes sont à respecter : 
- il est préférable de privilégier les jours de semaine du lundi au jeudi; 
- les réunions en journée sont à éviter, car elles ne mobilisent que les inactifs ou, au contraire, des participants qui ont un intérêt professionnel à participer à celles-ci;
- il faut étudier la date en fonction de la cible à toucher : évènements sportifs, rencontres institutionnelles, etc.
La réussite d’une réunion publique est souvent jaugée à l’aune de la participation et du nombre de personnes présentes dans la salle. Il est donc important de toucher un public large qui ne se résume pas à un public masculin, retraité et lettré, non représentatif de la population concernée. Ainsi selon Grégoire Milot, les réunions publiques souffrent souvent « d’une faible mobilisation des jeunes, des salariés et des publics non insérés socialement ». Pour toucher ces citoyens plus éloignés, la ville doit adopter un positionnement clair pour montrer l’engagement du maire et de la municipalité dans la démarche, s’appuyer sur des réseaux associatifs et sur la communication en ligne et surtout aller à la rencontre des citoyens (mise en place d’un stand itinérant, d’une maison de projet, invitation à un café participatif, relais de terrain…).
L'aménagement de la salle est également une modalité à prendre au sérieux. Des études ont prouvé l'importance de cet aménagement dans la perception de la rencontre. Le schéma le plus classique repose sur la présence de l'organisateur de la concertation sur une estrade placée devant les participants, eux-mêmes placés en rangs d'oignons en face. Les réactions spontanées de ce type d'aménagement sont souvent négatives car il est ressenti comme un format professoral, s'apparentant plus à un cours qu'à une concertation. 
Ainsi, les réunions publiques s'orientent davantage vers des aménagements mettant les intervenants et le public au même niveau afin de symboliser une égalité dans la parole et l'opinion. Parmi ces nouvelles méthodes d'organisation des réunions publiques, on retrouve celle des ateliers en ruches qui, en regroupant les participants, permet de favoriser l'interaction et l'autonomie.

## Guides
- La concertation publique au cœur des projets d’équipement, FNTP, 2004
- La concertation en aménagement, CERTU, 2000